# Joses Nawo
Joses Nawo (3 de mayo de 1988) es un futbolista salomonense que juega como mediocampista en el Western United.

## Carrera
En 2008 comenzó a jugar defendiendo los colores del Koloale FC. En 2013 viajó a Vanuatu para incorporarse al Amicale FC, aunque en 2014 sería contratado por el Tafea. Ese mismo año pasó al Western United. En 2015 se trasladó a Papúa Nueva Guinea para incorporarse al Hekari United, aunque regresaría al Western en 2016.

### Clubes
| Club                        | País               | Año             |
| --------------------------- | ------------------ | --------------- |
| Koloale FC                  | Islas Salomón      | 2008 - 2012     |
| Amicale FC                  | Vanuatu            | 2013 - 2014     |
| Tafea Football Club         | Vanuatu            | 2014            |
| Western United FC           | Islas Salomón      | 2014 - 2015     |
| Hekari United Football Club | Papúa Nueva Guinea | 2015 - 2016     |
| Western United FC           | Islas Salomón      | 2016 - Presente |

### Selección nacional
Fue convocado a la selección salomonense para la Copa de las Naciones de la OFC 2012 y 2016. Además, consiguió la medalla de plata en los Juegos del Pacífico 2011.